# Pusillanthus pubescens
Pusillanthus pubescens är en tvåhjärtbladig växtart som först beskrevs av Carlos Toledo Rizzini, och fick sitt nu gällande namn av Caires. Pusillanthus pubescens ingår i släktet Pusillanthus och familjen Loranthaceae. Inga underarter finns listade i Catalogue of Life.